# Sân bay quốc tế Hercílio Luz

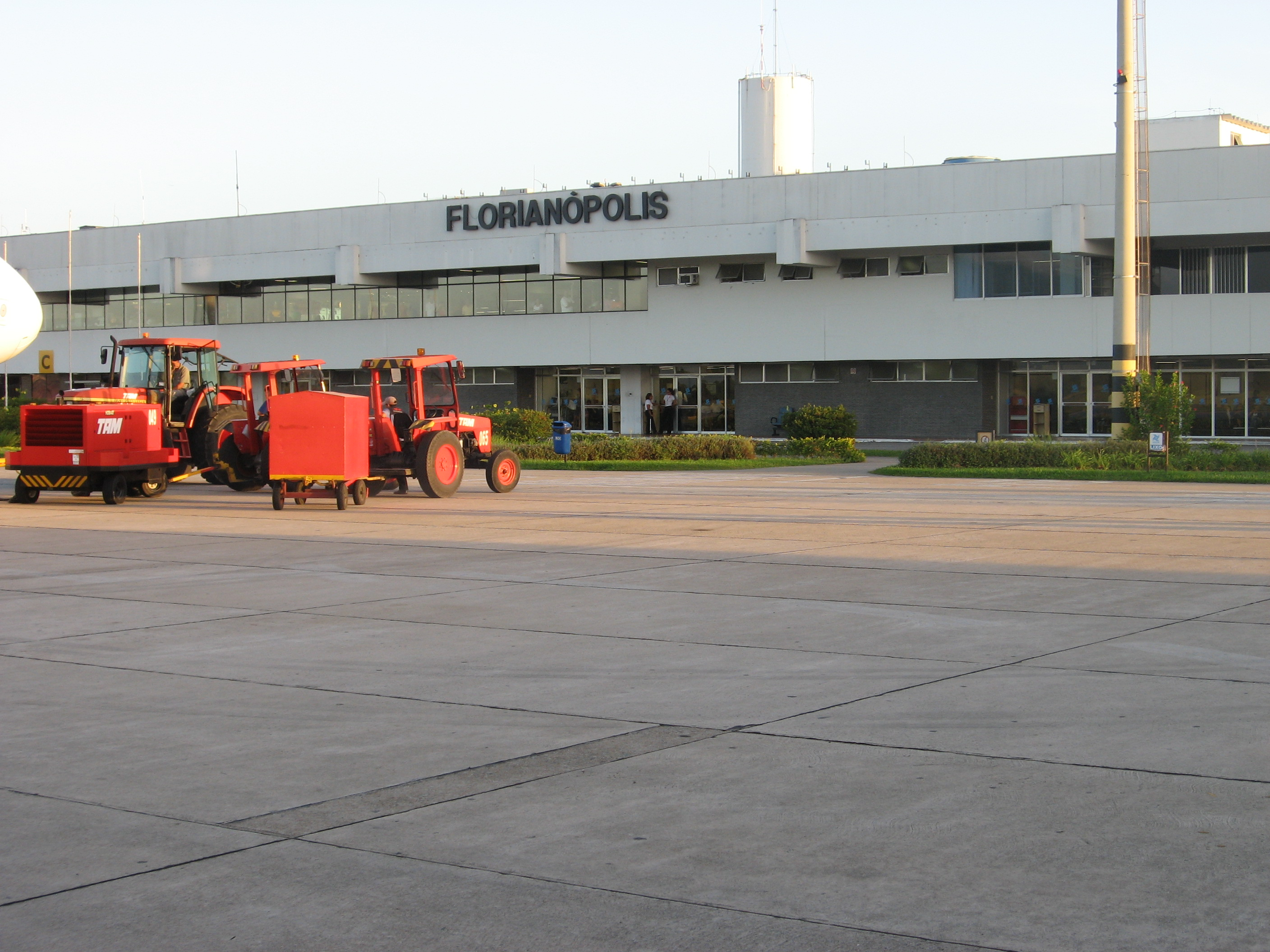
Hercílio Luz International Airport, Florianópolis, Brazil.

Sân bay quốc tế Hercílio Luz (IATA: FLN, ICAO: SBFL), là một sân bay quốc tế ở thành phố Florianópolis, Santa Catarina, Brasil.
Năm 2007, sân bay này phục vụ 1.948.010 lượt khách với 36.451 lượt chuyến, là một trong những sân bay bận rộn nhất Brasil.

## Các hãng hàng không và các tuyến điểm

### Các hãng bay theo lịch trình
- Aerolíneas Argentinas (Buenos Aires-Ezeiza)
- Gol (Chapecó, Porto Alegre, São Paulo-Congonhas, São Paulo-Guarulhos, Buenos Aires-Ezeiza, Santiago de Chile)
- OceanAir (Chapecó, Brasília)
- Pluna (Montevideo)
- TAM (Brasília, Campinas, Curitiba, Porto Alegre, Rio de Janeiro-Galeão, São Paulo-Congonhas, São Paulo-Guarulhos, Buenos Aires)
- Varig (Buenos Aires-Ezeiza, São Paulo-Congonhas)

### Các chuyến bay thuê
Some charter operators are:
- Aerosur
- BRA
- LAN Airlines
- LAN Argentina
- Sky Airlines